# Europeana
Europeana és un portal d'Internet que dona accés a milions de llibres, pintures, pel·lícules, objectes de museu i documents d'arxiu que han estat digitalitzats per tot Europa. La Mona Lisa de Leonardo da Vinci, La jove de la perla de Johannes Vermeer, les obres d'Isaac Newton i Charles Darwin i la música de Wolfgang Amadeus Mozart són algunes de les obres més destacades del portal. Té la seu a la Biblioteca Reial dels Països Baixos.
Al voltant de 1.500 institucions d'arreu d'Europa han contribuït al projecte, impulsat per la Unió Europea. Des de grans institucions com el Rijksmuseum d'Amsterdam, la Biblioteca Britànica, el Museu del Louvre o el Museu Nacional d'Art de Catalunya fins a arxius regionals i museus locals de tots els països membres de la Unió Europea. El conjunt de col·leccions reunides permeten als usuaris explorar el patrimoni cultural i científic d'Europa des de la prehistòria fins als temps moderns. La plataforma és accessible en nombrosos idiomes: alemany, anglès, basc, bosnià, búlgar, castellà, català, danès, eslovac, eslovè, estonià, finés, francès, grec, hongarès, irlandès, islandès, italià, letó, lituà, maltès, neerlandès, noruec, polonès, portuguès, romanès, rus, suec, txec i ucraïnès.
L'òrgan rector del servei i la plataforma digital Europeana és la Fundació Europeana, anomenada també Stichting Europeana, una organització sense ànim de lucre, que té la seu a la Biblioteca Reial dels Països Baixos, a La Haia.

## Història

### Antecedents
El catalitzador d'Europeana va ser una carta enviada per Jacques Chirac, llavors President de França, juntament amb els primers ministres d'Alemanya, Espanya, Itàlia, Polònia i Hongria al president de la Comissió Europea, José Manuel Durão Barroso, l'abril de 2005. En la carta es recomanava la creació d'una biblioteca virtual europea, perquè el patrimoni cultural d'Europa fos accessible per a tothom.
La carta va afegir ressonància a la tasca que la Societat de la Informació i la Direcció de Mitjans (Information Society and Media Directorate) havia estat realitzant durant més d'una dècada, creant programes per telemàtics per a arxius i biblioteques, i va ser un suport polític a l'estratègia i2010, publicada el 30 de setembre de 2005, on s'anunciava la intenció de promoure i donar suport a la creació d'una biblioteca digital europea, amb l'objectiu de fomentar el creixement en la societat de la informació.
El projecte inicial es va anomenar Xarxa europea de biblioteques digitals, EDLnet, acònim d'European Digital Library Network, i va ser un prototip de servei, centrat en l'usuari que trenqués fronteres i dominis. Va ser finançat per la Comissió en el seu programa eContentplus, un dels fons per a la recerca i el desenvolupament dels corrents de la iniciativa i2010. Aquest programa, estava basat en les directrius d'un altre programa anterior eContent.
El primer prototip va ser llançat el 20 de novembre de 2008 En el seu llançament beta, el lloc donava accés a 4,5 milions d'objectes digitals - més del doble de l'objectiu inicial - compilats per les més de 1.000 organitzacions que hi van contribuir, incloent la famosa col·lecció de la National Gallery de Londres i col·leccions dels museus de les capitals d'Europa.
A causa d'una allau inesperat de visites (amb un pic màxim estimat de 10 milions de visites per hora), els servidors d'EDLnet no van ser capaços de fer front a la demanda massiva d'informació, i el lloc va romandre temporalment fora de servei. Després d'una sèrie de millores tècniques es va tornar a obrir l'accés al desembre de 2008.

### Europeana v1.0
El febrer de 2009 va començar el successor d'EDLnet, ja conegut amb el nom d'Europeana, en la seva versió 1.0. El 2010, el projecte va aconseguir el seu objectiu de donar accés a més de 10 milions d'objectes digitals.
A principis de 2011 es van incorporar millores al portal, incorporant eines de traducció i la possibilitat d'ampliar la informació mitjançant la cerca dels objectes a la Viquipèdia, entre altres millores.
El portal va estar nominat als Fiasco Awards de 2011, premi que finalment va obtenir Google Buzz.

### Europeana v2.0
Des del 2015, amb la versió 2.0, Europenana ofereix més de 23 milions de documents des d'un portal multilingüe i multidisciplinari, i continua creixent amb el contingut aportat per The European Library o per projectes com el d'Europeana Libraries.

## Objectius
En el seu Pla Estratègic per a 2011-2015, publicat el gener de 2011, Europeana destaca quatre temes estratègics que donaran forma al seu desenvolupament: 
- Agregar - Construir una font de confiança per als continguts de patrimoni cultural i científic europeu.
- Facilitar - Donar suport al sector del patrimoni cultural i científic a través de la transferència de coneixements, la innovació i promoció.
- Distribuir - Posar el patrimoni a disposició dels usuaris allà on estiguin, sempre que ho desitgin.
- Participar - Crear noves formes perquè els usuaris interaccionin amb el patrimoni.

## Funcionament
Europeana dona accés a diferents tipus de contingut de diferents tipus d'institucions relacionades amb el patrimoni. Els objectes digitals que els usuaris poden trobar a Europeana no s'emmagatzemen en un ordinador central, sinó que es mantenen a la mateixa xarxa de cada institució. Europeana recull informació contextual –o metadades– sobre els elements, incloent una petita imatge. Els usuaris busquen aquesta informació contextual i, quan troben el que estan buscant, si volen accedir al contingut complet de l'objecte, cliquen per accedir al lloc web original, on es troba la informació ampliada.
Les diferents institucions culturals relacionades amb el patrimoni –biblioteques, museus, arxius i col·leccions audiovisuals– cataloguen el seu contingut de diverses maneres, seguint diferents normes. Els sistemes també varien en els diferents països membres de la Unió. Per tal que el contingut fos localitzable, s'ha creat un únic estàndard comú, conegut com a Europeana Semantic Elements. Es tracta d'una norma de metadades que vol servir com a denominador comú per a poder integrar tots els diferents tipus de contingut digital. Amb el temps, es vol millorar l'estàndard enriquint el sistema de metadades, per ajudar a donar als usuaris més i millor informació.
Europeana accepta continguts digitalitzats amb metadades, però no pren cap decisió sobre la digitalització d'aquests, responsabilitat que recau en les organitzacions que custodien el material original.

## Organització

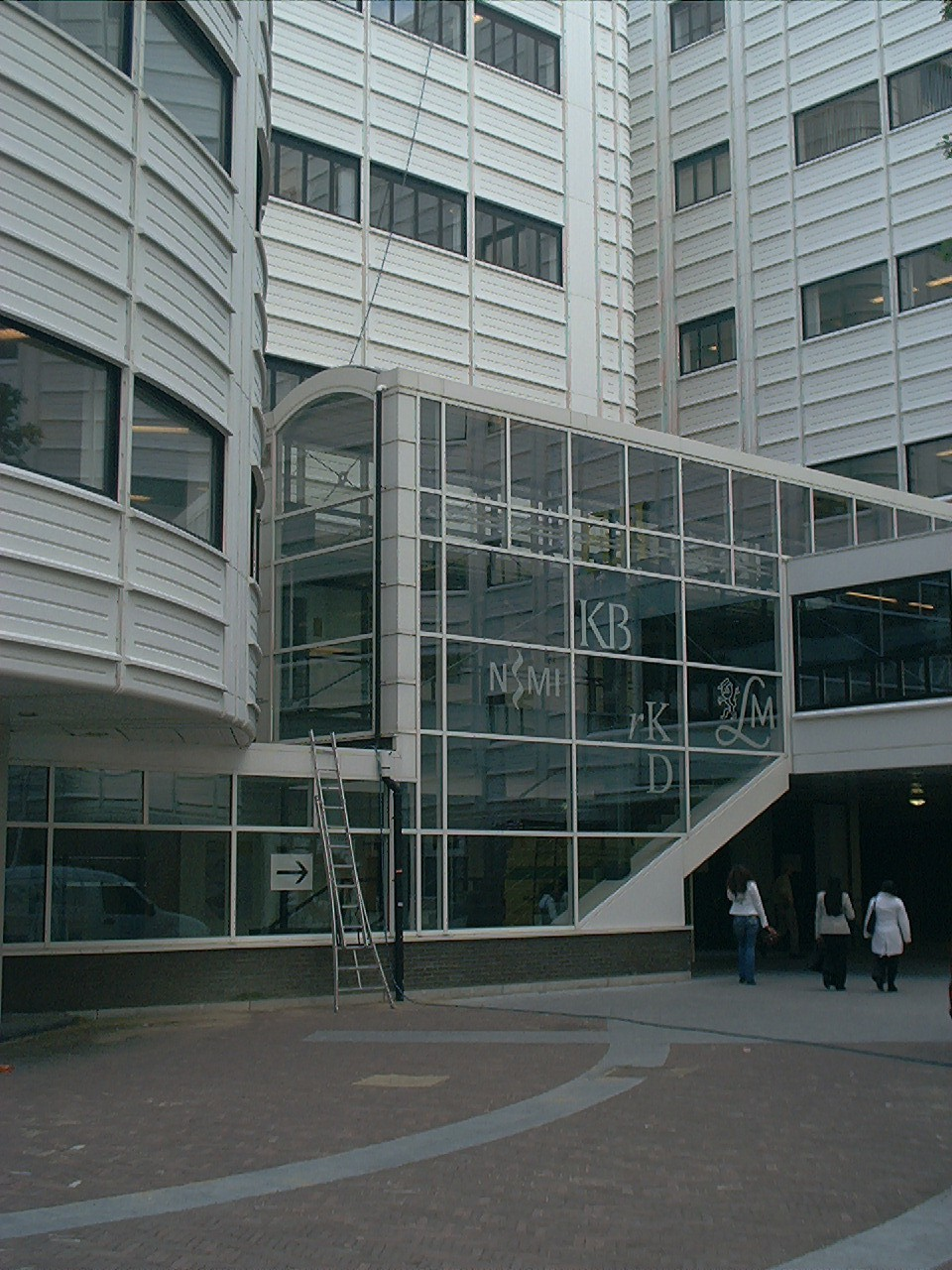
Biblioteca Nacional dels Països Baixos, antiga seu de la Fundació Europeana.

La Fundació Europeana és l'òrgan rector del servei d'Europeana. Està formada per presidents i responsables de diverses associacions europees de promoció del patrimoni cultural. El seu director executiu és Jill Cousins.
La Fundació promou la col·laboració entre museus, arxius, col·leccions audiovisuals i biblioteques per tal que els usuaris puguin tenir accés integrat al seu contingut mitjançant Europeana i d'altres serveis.
La Fundació està constituïda en conformitat amb la llei neerlandesa i té la seu dins de la Biblioteca Reial dels Països Baixos, a La Haia. Proporciona un marc legal per a la governança d'Europeana, la contractació del personal, la recerca de finançament i la sostenibilitat del servei.
El consell d'administració d'Europeana està format per 19 membres: dos de la fundació, tres representants dels països membres de la Unió Europea, quatre representants dels proveïdors de continguts, sis directors administratius (elegits de la Europeana Network Association) i quatre experts de cada camp.

### Finançament
Europeana i els projectes que aporten contingut a Europeana.eu han estat finançats per la Comissió Europea en virtut del eContentplus, el programa ICT PSP (Information and Communications Technologies Policy Support Programme, Programa de suport a les tecnologies d'informació i comunicació) (ICT PSP) i d'altres programes similars. Per tal de participar en una àmplia gamma de projectes, que només són finançats per la Comissió entre el 50 i 100% dels costos, sense incloure les despeses generals, Europeana també depèn dels fons dels ministeris de cultura i educació dels estats membres.

## Projectes
Hi ha una sèrie de projectes, coneguts com a Europeana Group, que aporten solucions tecnològiques i de continguts a Europeana. Aquests projectes són administrats per diferents institucions de patrimoni cultural, i finançats en part pel programa eContentplus de la Unió Europea i en part pel programa ICT-PSP.
- Europeana 1.0: Dedicat a desenvolupar la plataforma web.
- APEnet: Portal Europeu d'Arxius
- ASSETS: Dedicat a millorar la usabilitat d'Europeana.
- ATHENA: Agregador de continguts de museus, promociona estandards per a la digitalització de col·leccions amb metadades.
- Biodiversity Heritage Library - Europe
- CARARE Agregador de contingut arqueològic i arquitectònic.
- Digital Contemporary Art (DCA)
- ECLAP Construicció d'una biblioteca digital de les arts escèniques.
- Europeana Connect: Afegir material sonor a Europeana.
- European Film Gateway (EFG)
- Europeana Libraries Afegir més de cinc milions d'objectes digitals provinents de les biblioteques de les 19 universitats més rellevants d'Europa.
- Europeana Local: Especialitzada en continguts d'institucions locals i regionals
- Europeana Regia: Digitalització de manuscrits reials Europeus de l'edat mitjana i el Renaixement.
- EURO-Photo: Digitalització de fotografies d'agències de notícies.
- EUscreen: Afegir contingut televisió a Europeana.
- Europeana Travel: Afegir materials associats amb els viatges, el comerç, el turisme i la migració a Europeana.
- Heritage of People's Europe (HOPE): Millorar l'accés a col·leccions digitals de la història social.
- JUDAICA Europeana: Contribucions jueves al patrimoni cultural Europeu.
- Musical Instrument Museums Online (MIMO)
- Natural Europe: Connecat les col·leccions digitals dels museus d'història natural.
- OpenUp!: Porta la història del patrimoni natural europeu a Europeana.
- PATHS
- The European Library: agrega continguts de les biblioteques nacionals.
- thinkMOTION: Recull contingut de camp dels sistemes de moviment.

## Institucions catalanes
Hi ha diverses institucions catalanes que col·laboren en el projecte:
| Institució                                                    | ítems  |
| TV3 Televisió de Catalunya (TVC)                              | 79.643 |
| Institut de Cultura de Barcelona                              | 56.843 |
| Museu Gabinet Postal de Barcelona (Col·lecció Marull)         | 49.300 |
| Museu Frederic Marès                                          | 6.159  |
| Museu del Disseny de Barcelona                                | 834    |
| Museu de Cultures del Món                                     | 550    |
| Biblioteca de Catalunya                                       | 31393  |
| Centre de Documentació i Museu de les Arts Escèniques         | 22941  |
| Institut Cartogràfic de Catalunya                             | 12368  |
| Centre de Documentació de l'Orfeó Català                      | 9161   |
| Universitat de Barcelona                                      | 3704   |
| Universitat Pompeu Fabra                                      | 3541   |
| Universitat de Lleida                                         | 2915   |
| Diputació de Barcelona                                        | 2762   |
| Ateneu Barcelonès                                             | 2404   |
| Universitat Autònoma de Barcelona                             | 1960   |
| Filmoteca de Catalunya                                        | 1752   |
| ICAB                                                          | 1012   |
| Arxiu Històric de Girona                                      | 999    |
| Institut d'Estudis Ilerdencs                                  | 457    |
| Centre Excursionista de Catalunya                             | 370    |
| Universitat Politècnica de Catalunya                          | 223    |
| Universitat de Girona                                         | 210    |
| Biblioteca de Comerç i Turisme de la Generalitat de Catalunya | 131    |
| Centre de Documentació i Museu Tèxtil                         | 50     |
| Biblioteca Museu Víctor Balaguer                              | 49     |
| Biblioteca de l'Esport de la Generalitat de Catalunya         | 42     |
| Universitat de Girona (Biblioteca)                            | 21     |
| Centre de Lectura de Reus                                     | 5      |
| Biblioteca de l'Orfeó Català                                  | 4      |
| Fundació Bosch i Cardellach, Gremi de Fabricants de Sabadell  | 2      |
|                                                               |        |

## Premis
- El 2009 va rebre el Premi Erasmus (Erasmus Award for Networking Europe)[17]